# 마케돈스키브로드시

마케돈스키브로드 시의 위치

마케돈스키브로드시(마케도니아어: Општина Македонски Брод)는 마케도니아 공화국 서부에 위치한 지방 자치체로 행정 중심지는 마케돈스키브로드이며 면적은 888.97km2, 인구는 7,141명(2002년 기준)이다. 북쪽으로는 젤리노 시와 브르베니차 시, 북동쪽으로는 스투데니차니 시와 소피슈테 시, 남동쪽으로는 차슈카 시와 돌네니 시, 남쪽으로는 크루셰보 시, 남서쪽으로는 플라스니차 시, 서쪽으로는 키체보 시, 북서쪽으로는 고스티바르 시와 접한다.